# کشتار لاتینی‌ها
کشتار لاتینی‌ها (ایتالیایی: Massacro dei Latini)، کشتاری است در آوریل ۱۱۸۲ میلادی به فرمان آندرونیکوس یکم که طی آن کاتولیک‌ها و لاتینی‌های شهر قسطنطنیه به قتل رسیدند. این حادثه سبب تیره شدن روابط میان اروپاییان به بیزانس شد.